# Aldeide abscissica
L'aldeide abscissica è un precursore nella biosintesi dell'ormone vegetale acido abscissico.